# Eaten Back to Life
Eaten Back to Life (česky Vyžrán zpět k životu) je první studiové album americké death metalové skupiny Cannibal Corpse. Vydáno bylo v roce 1990 hudebním vydavatelstvím Metal Blade Records. Ve své době šlo o jedno z nejextrémnějších alb. V Německu bylo album zakázáno (stejně jako následující dvě alba Cannibal Corpse) kvůli brutálním textům a obalu CD. Přičinila se o to německá křesťanská aktivistka Christa Jenal, které se podařilo dosáhnout i toho, že kapela nesměla v Německu hrát skladby z prvních tří LP. Prosadila i zrušení několika koncertů.
Chris Barnes řekl: Toto album je věnováno pro Alferda Packera, což byl první Americký kanibal!

## Seznam skladeb
1. Shredded Humans – 5:11 (Chris Barnes, Jack Owen)
2. Edible Autopsy – 4:32 (Chris Barnes)
3. Put Them to Death – 1:50 (Chris Barnes)
4. Mangled – 4:29 (Barnes, Paul Mazurkiewicz)
5. Scattered Remains, Splattered Brains – 2:34 (Barnes, Owen)
6. Born in a Casket – 3:20 (Barnes)
7. Rotting Head – 2:26 (Barnes, Owen)
8. Undead Will Feast – 2:49 (Barnes, Owen, Alex Webster)
9. Bloody Chunks – 1:53 (Barnes)
10. A Skull Full of Maggots – 2:06 (Barnes)
11. Buried in the Backyard – 5:11 (Barnes)
12. Born In A Casket (Live) - 3:35 (bonusová skladba na remasterované verzi)

## Sestava
- Chris Barnes - zpěv, texty
- Jack Owen - kytara
- Bob Rusay - kytara
- Alex Webster - baskytara
- Paul Mazurkiewicz - bicí